# Стерлинг, Минди
Минди Ли Стерлинг (англ. Mindy Lee Sterling, род. 11 июля 1953) — американская актриса, наиболее известная по роли фрау Фарбиссин в серии кинофильмов «Остин Пауэрс».

## Ранний период жизни
Минди Ли Стерлинг родилась в Патерсоне, Нью-Джерси, в семье актёра и танцовщицы. В 13 лет начала осваивать профессию актрисы.

## Карьера
За четыре десятилетия своей артистической карьеры Минди Стерлинг появилась на экранах более чем в сотне фильмов и телешоу. С 1984 года она является членом знаменитой труппы Лос-Анджелеса — The Groundlings.
Пожалуй, она наиболее известна по роли злодейки фрау Фарбиссин в серии кинофильмов «Остин Пауэрс»: «Остин Пауэрс: Международный человек-загадка», «Остин Пауэрс: Шпион, который меня соблазнил» и «Остин Пауэрс: Голдмембер». После успеха этой своей работы Стерлинг снялась в фильмах «Убийственные красотки» и «Гринч — похититель Рождества». Она также появлялась во многих других комедиях. На телевидении известна по ролям в сериалах «АйКарли», «Отчаянные домохозяйки» и «Высший класс». В американском компьютерном анимационном фантастическом фильме «Тайна красной планеты» озвучила роль Супервайзера.

## Личная жизнь
Стерлинг была замужем за Брайаном Гэдсоном, у них есть сын Макс. В 1998 году у Минди был диагностирован рак молочной железы. После курса лечения актриса полностью избавилась от недуга.

## Избранная фильмография
| Год       |   | Русское название            | Оригинальное название          | Роль                     |
| --------- | - | --------------------------- | ------------------------------ | ------------------------ |
| 2010      | с | 10 причин моей ненависти    | 10 Things I Hate About You     | покупательница косметики |
| 2010—2011 | с | Отчаянные домохозяйки       | Desperate Housewives           | Митци Кински             |
| 2011      | с | Две девицы на мели          | 2 Broke Girls                  | миссис Штайн             |
| 2018      | с | Лемони Сникет: 33 несчастья | A Series of Unfortunate Events | старейшина Анабель       |